# 立命館日本刀鍛錬所
立命館日本刀鍛錬所（りつめいかんにほんとうたんれんじょ）は、昭和時代戦中に財団法人立命館が運営していた、立命館大学併設の日本刀工房。刀工の隅谷正峯（人間国宝）や彫刻家の流政之を輩出したことで知られる。

## 沿革

### 設置の目的
立命館日本刀鍛錬所は、学園の創立者であり当時立命館大学総長を務めていた中川小十郎の主導によって作られた。中川は丹波亀岡の郷士を務めた家系の出身であり、木刀造りを嗜むなど刀への造詣が深かった。中川は講演において「古伝ノ鍛法ヲ永ク後世二伝フル」ことと述べた記録があることから、古来より伝わってきた日本刀の鍛錬技術を残すことを目的としていたと考えられる。また、1942年（昭和17年）の中川の講演記録によれば、将来的には大学に「日本刀学科」を設置する構想であったことが判り、昭和18年度工学科学科課程表における採鉱冶金学科の課程表には「日本刀鍛錬特別講義及実験」と他の科目と並んで講義が設けられている。
立命館日本刀鍛錬所の設置に関しては、1938年（昭和13年）8月12日付の『大阪朝日新聞』にて、中川の木剣作成について取り上げた記事の末尾に「（中川）翁は日本刀を鍛へ、そして古き鍛錬の流派を後世に残す刀剣報国をも志し、有栖川宮家御抱へ刀師であった卍正次の後裔桜井正幸師の内諾を得て大学内に鍛錬場を作る計画を進めている。」と記されており、この時点ではすでに構想が出来ていたものと考えられる。1939年（昭和14年）5月7日の理事会にて「日本刀鍛工場設置の件」が審議され、理事の全員一致によって可決した。その後、1939年（昭和14年）12月に現在の立命館大学衣笠キャンパス存心館内にある法学部事務室の辺りに立命館日本刀鍛錬所が建設されて稼働し始めた。

### 日本刀鍛錬所の活動
日本刀鍛錬所の所長には、かつて有栖川宮熾仁親王の邸内鍛錬所に仕え、親王の相槌も務めた「卍正次」こと刀匠の桜井正次の子・正幸が就任した。また、鍛錬所員として隅谷興一郎（後の隅谷正峯）や吉田政之助（中川小十郎の子息、後の流政之）が鍛錬に励んだ。隅谷の回顧によれば、鍛錬所員には学校より助手として月給50円の給与が支払われており、当時の小学校新任教員の給与と同じくらいであったとのことである。
隅谷はまた、当時の生活について、朝8時から夕方まで鍛錬を行い、夕食を食べると今後は夜中12時頃まで研ぎの勉強をして、その後2、3時間本を読んで就寝し、睡眠時間は5、6時間程度で”刀漬け”の日々を1年4か月送ったと述べている。

### 火災事件
1942年（昭和17年）6月24日に日本刀鍛錬所にて火災が発生し、鍛錬所施設のうち古式鍛錬所の「傘笠亭」を残して焼失する憂き目に遭う。当時は、屋根裏の梁に堆積した炭塵が自然発火したのが原因として処理された。しかし、実は前日21時まで作業を続けていた隅谷、流、横田正光の3人による計画的な放火であった。後年、流は雑誌『芸術』誌上にて、以下の通り述べている。
その後、隅谷は兄弟子にあたる横田の誘いを受けて広島県尾道市にあった興国日本刀鍛錬所へ作刀の場を改めた。また、焼失した日本刀鍛錬所は600坪の敷地を新たに用意した上で拡張再建された。

### 日本刀鍛錬所の終焉
日本刀鍛錬所は太平洋戦争終結とともに閉鎖されたが、その正確な時期については明らかでない。大学の昭和20年度予算書内には、款項目として日本刀鍛錬所の独立した項目にて予算が建てられていることが判るが、終戦処理により決算書による表記には明確な記載がなく、昭和21年度予算書には、日本刀鍛錬所の款項目は記されていない。また、1947年（昭和22年）4月13日に行われた「理科移転実施委員会」の記録では、「日本刀鍛錬所所在ノ建物ニ付テ南ノ棟ハ理学科其ノ北ハ工学科最北部ノ棟及小二棟ハ理学科ノ使用スルコト」という記述があることから、少なくとも1945年（昭和20年）の終戦直後には廃止されていたのではないかと推測される。また、終戦の混乱のためか桜井正幸所長の退職時期やその後の動向についても明らかではない。

## 主な作品
立命館日本刀鍛錬所で製作された刀の作品として、以下が確認されている。
- 太刀 銘 「立命館義一作 / 乙酉年二月日」（京都国立博物館収蔵） - 刃長65.8センチメートル、反り1.7センチメートル、重量670グラム[17]。

隅谷の理工学部での同級生である浅田幸一による寄贈品であり、「乙酉年」とあることから1945年（昭和20年）に製作されたことが判る。銘にある「立命館義一」は、1943年（昭和18年）4月1日付で日本刀鍛錬所員に採用された河合義一のことであり、入所翌年に開催された「陸軍軍刀技術奨励会」で入選していることから、確かな技術を備えた人物だったことが窺われる。しかし、義一に関するそれ以外の情報は不詳であり、終戦以降も刀工として活動したかどうかなど、来歴については明らかではない。
- 刀 銘 「蕪城正峯処女作 昭和十七年八月日 / 於洛北衣笠山辺立命館鍛錬場傘笠亭」（京都国立博物館収蔵） - 刃長61.9センチメートル、反り1.5センチメートル、重量539グラム[18]。

隅谷の原点ともいえる作品であり、1942年（昭和17年）8月に製作されたことが判る。指裏銘にある「傘笠亭」は日本刀鍛錬所内の工房の名称であり、隅谷は生涯にわたって「傘笠亭」を号として用い続けた。京都国立博物館主任研究員である末兼俊彦は、地景が豊かに入った抜群の地鉄とムラなく仕上がった刃の冴えが素晴らしく、処女作にして既に完成の域に達していると評し、本作は隅谷にとっての卒業制作、免許皆伝の作品にあたると述べている。